# لوري أوغيلفي
لوري أوغيلفي (بالإنجليزية: Laurie Ogilvie)‏ هو لاعب كرة قدم أسترالية أسترالي، ولد في 31 مايو 1877 في Kincardine, Fife ‏ في المملكة المتحدة، وتوفي في 18 يناير 1927 في Malvern, Victoria ‏ في أستراليا.

## وصلات خارجية
- لوري أوغيلفي على موقع AustralianFootball.com (الإنجليزية)
- لوري أوغيلفي على موقع AFLtables.com (الإنجليزية)